# Chloroclystis sinuosa
Chloroclystis sinuosa är en fjärilsart som beskrevs av Swinhoe 1895. Chloroclystis sinuosa ingår i släktet Chloroclystis och familjen mätare. Inga underarter finns listade i Catalogue of Life.